# Островы (Чаусский район)
Островы́ (бел. Астравы́) — деревня в составе Волковичского сельсовета Чаусского района Могилёвской области Республики Беларусь.

## История
Упоминается не позднее 1648 года как село с церковью Преображения Господня в составе Могилевской волости в Оршанском повете ВКЛ.
В 1865 году в составе Кутнянской волости Быховского уезда Могилевской губернии. В 1913 году действовала церковно-приходская школа.

## Население
- 2010 год — 54 человека